# Pierre Carita
Pour les articles homonymes, voir Carita (homonymie).
Pierre Carita, né le 13 octobre 1676 à Metz et mort le 16 août 1756  à Oder bei Berlin, est un médecin français. Il fut membre de l’Académie royale des sciences de Prusse.

## Biographie
Fils du pharmacien Jean Carita (1649, Metz-16 août 1701, Berlin), Pierre Carita reçut une bonne éducation, d'abord à Metz, puis au collège des Jésuites de Pont-à-Mousson. Après la révocation de l'édit de Nantes par Louis XIV, la famille Carita décide de quitter Metz. En 1692, le jeune Pierre Carita commence des études universitaires à Rinteln. Il étudie la médecine et soutient une thèse sur la rage en 1698. Profitant des opportunités offertes aux huguenots à Berlin, Pierre Carita fit partie de l’émigration messine à Berlin à la suite de la révocation de l'édit de Nantes et s’établit dans la future capitale allemande.
En 1701, il est admis dans l’établissement hospitalier du Brandebourg du Collegium Medicum. Pendant plus d’un demi-siècle, Pierre Carita est le médecin attitré de la communauté française du Brandebourg. En 1722, il est élu à l'unanimité à l’Académie royale des sciences de Prusse, où il resta jusqu'à sa mort.
Pierre Carita était marié à une Berlinoise, d’origine champenoise. 

## Sources
- Johann Heinrich Samuel Formey, Éloge de Mr. Carita, Histoire de l'Académie Royale des Sciences et des Belles-Lettres de Berlin, 1756. (Berlin: Haude et Spener, 1758), p. 515-518.
- Johann Heinrich Samuel Formey, La France littéraire ou Dictionnaire des auteurs françois vivans, Berlin, 1757 (p. 323).